# Mistrovství Československa v orientačním běhu 1990
Mistrovství České a Slovenské federativní republiky v orientačním běhu proběhlo v roce 1990 ve třech individuálních disciplínách a jedné týmové.
Novinkou bylo Mistrovství na krátké trati.

## Mistrovství ČSFR na dlouhé trati
| Datum závodu   | 29. 4. 1990        |  | Místo konání    | Prštice • aréna |  | Pořadatel       | KOS TJ Tesla Brno |
| Ředitel závodu | Vlastislav Šebesta |  | Hlavní rozhodčí | Jiří Urválek    |  | Stavitelé tratí | Petr Nykodým      |
| Název mapy     | Vlčí kopec         |  | Web závodu      |                 |  | Výsledky závodu |                   |

| Zkrácené výsledky             | Zkrácené výsledky       | Zkrácené výsledky               | Zkrácené výsledky       | Zkrácené výsledky       | Zkrácené výsledky | Zkrácené výsledky       | Zkrácené výsledky              | Zkrácené výsledky       | Zkrácené výsledky       |
| Pořadí                        | H21 – muži              | H21 – muži                      | H21 – muži              | H21 – muži              | Pořadí            | D21 – ženy              | D21 – ženy                     | D21 – ženy              | D21 – ženy              |
| ----------------------------- | ----------------------- | ------------------------------- | ----------------------- | ----------------------- | ----------------- | ----------------------- | ------------------------------ | ----------------------- | ----------------------- |
| Zlatá medaile                 | Jaromír Tišer           | Sportcentrum Jičín              | 2:22:49                 |                         | Zlatá medaile     | Mária Honzová           | Slezská univerzita Ostrava     | 1:45:44                 |                         |
| Stříbrná medaile              | Petr Vavrys             | OOB TJ Slovan Luhačovice        | 2:22:59                 | +0:10                   | Stříbrná medaile  | Ada Kuchařová           | KOS TJ Tesla Brno              | 1:48:59                 | +3:15                   |
| Bronzová medaile              | Zdeněk Zuzánek          | USK Praha                       | 2:23:35                 | +0:46                   | Bronzová medaile  | Dana Tišerová           | Sportcentrum Jičín             | 1:49:26                 | +3:42                   |
| 4                             | Jozef Pollák            | Akademik TU Košice              | 2:23:51                 | +1:02                   | 4                 | Petra Wágnerová         | VSK Mendelu Brno               | 1:50:16                 | +4:32                   |
| 5                             | Jaroslav Hubáček        | OOB TJ Slovan Luhačovice        | 2:23:52                 | +1:03                   | 5                 | Hana Třísková           | VSK Mendelu Brno               | 1:54:18                 | +8:34                   |
| 6                             | Josef Hubáček           | OOB TJ Slovan Luhačovice        | 2:24:01                 | +1:12                   | 6                 | Marcela Klapalová       | VŠTJ Ekonom Praha              | 1:58:09                 | +12:25                  |
| 7                             | Petr Utinek             | VSK ČVUT Fakulta Stavební Praha | 2:25:19                 | +2:30                   | 7                 | Šárka Valášková         | USK Praha                      | 1:58:48                 | +13:04                  |
| 8                             | Vlastimil Uchytil       | Sportcentrum Jičín              | 2:25:45                 | +2:56                   | 8                 | Ivana Kotounová         | VSK Mendelu Brno               | 2:00:32                 | +14:48                  |
| 9                             | Jaromír Šrámek          | Lokomotiva Šumperk              | 2:27:24                 | +4:35                   | 9                 | Iveta Hanslíková        | OOB TJ Slezan Opava            | 2:01:34                 | +15:50                  |
| 10                            | Martin Sadílek          | VSK VŠB TU Ostrava              | 2:28:40                 | +5:51                   | 10                | Diana Cieslarová        | TJ Slávia Farmaceut Bratislava | 2:02:30                 | +16:46                  |
| Pořadí                        | H19 – junioři           | H19 – junioři                   | H19 – junioři           | H19 – junioři           | Pořadí            | D19 – juniorky          | D19 – juniorky                 | D19 – juniorky          | D19 – juniorky          |
| Zlatá medaile                 | Tomáš Doležal           | Tempo Praha                     | 1:58:53                 |                         | Zlatá medaile     | Jana Cieslarová         | Slezská univerzita Ostrava     | 1:39:10                 |                         |
| Stříbrná medaile              | Libor Zřídkaveselý      | Centrum volného času Brno       | 1:59:17                 | +0:24                   | Stříbrná medaile  | Marcela Kubatková       | Slezská univerzita Ostrava     | 1:44:34                 | +5:24                   |
| Bronzová medaile              | Pavel Žemlík            | SKOB Zlín                       | 2:02:06                 | +3:13                   | Bronzová medaile  | Lenka Fryšová           | OK Slavia Hradec Králové       | 2:04:57                 | +25:47                  |
| Pořadí                        | H17 – starší dorostenci | H17 – starší dorostenci         | H17 – starší dorostenci | H17 – starší dorostenci | Pořadí            | D17 – starší dorostenky | D17 – starší dorostenky        | D17 – starší dorostenky | D17 – starší dorostenky |
| Zlatá medaile                 | Leoš Janeček            | OOB TJ Tatran Jablonec n. N.    | 1:39:01                 |                         | Zlatá medaile     | Hana Doleželová         | TJ TŽ Třinec                   | 1:28:45                 |                         |
| Stříbrná medaile              | Martin Dokoupil         | Centrum volného času Brno       | 1:41:33                 | +2:32                   | Stříbrná medaile  | Erika Pařízková         | Tempo Praha                    | 1:33:56                 | +5:11                   |
| Bronzová medaile              | Petr Strejček           | KOS TJ Tesla Brno               | 1:43:02                 | +4:01                   | Bronzová medaile  | Kateřina Kastnerová     | KOB ZPV Prostějov              | 1:36:00                 | +7:15                   |
| << předchozí • následující >> |                         |                                 |                         |                         |                   |                         |                                |                         |                         |

Souhrnné informace naleznete v článku Mistrovství Československa na dlouhé trati.

## Mistrovství ČSFR jednotlivců (klasická trať)
| Datum závodu   | 25. 8. 1990  |  | Místo konání    | Nová Ves u Týniště nad Orlicí • aréna |  | Pořadatel       | OOB Vamberk   |
| Ředitel závodu | Luděk Vandas |  | Hlavní rozhodčí | Antonín Bartoš                        |  | Stavitelé tratí | Michal Smutný |
| Název mapy     | Hříva 1      |  | Web závodu      |                                       |  | Výsledky závodu |               |

| Zkrácené výsledky             | Zkrácené výsledky       | Zkrácené výsledky               | Zkrácené výsledky       | Zkrácené výsledky       | Zkrácené výsledky | Zkrácené výsledky       | Zkrácené výsledky           | Zkrácené výsledky       | Zkrácené výsledky       |
| Pořadí                        | H21 – muži              | H21 – muži                      | H21 – muži              | H21 – muži              | Pořadí            | D21 – ženy              | D21 – ženy                  | D21 – ženy              | D21 – ženy              |
| ----------------------------- | ----------------------- | ------------------------------- | ----------------------- | ----------------------- | ----------------- | ----------------------- | --------------------------- | ----------------------- | ----------------------- |
| Zlatá medaile                 | Josef Hubáček           | OOB TJ Slovan Luhačovice        | 1:27:24                 |                         | Zlatá medaile     | Petra Wágnerová         | VSK Mendelu Brno            | 1:08:03                 |                         |
| Stříbrná medaile              | Jaromír Tišer           | Sportcentrum Jičín              | 1:28:17                 | +0:53                   | Stříbrná medaile  | Ada Kuchařová           | KOS TJ Tesla Brno           | 1:11:34                 | +3:31                   |
| Bronzová medaile              | Tomáš Prokeš            | USK Praha                       | 1:29:04                 | +1:40                   | Bronzová medaile  | Dana Tišerová           | Sportcentrum Jičín          | 1:12:03                 | +4:00                   |
| 4                             | Jan Gajda               | USK Praha                       | 1:32:12                 | +4:48                   | 4                 | Hana Třísková           | VSK Mendelu Brno            | 1:15:29                 | +7:26                   |
| 5                             | Petr Henych             | VSK ČVUT Fakulta Stavební Praha | 1:33:30                 | +6:06                   | 5                 | Magda Horová            | USK Praha                   | 1:16:16                 | +8:13                   |
| 6                             | Vlastimil Uchytil       | Sportcentrum Jičín              | 1:33:38                 | +6:14                   | 6                 | Hana Lejsková           | USK Praha                   | 1:16:23                 | +8:20                   |
| 7                             | Aleš Macháček           | Tempo Praha                     | 1:34:11                 | +6:47                   | 7                 | Šárka Valášková         | USK Praha                   | 1:16:31                 | +8:28                   |
| 8                             | Jozef Pollák            | Akademik TU Košice              | 1:34:21                 | +6:57                   | 8                 | Eva Bártová             | OOB Vamberk                 | 1:17:54                 | +9:51                   |
| 9                             | Milan Novotný           | Sportcentrum Jičín              | 1:34:24                 | +7:00                   | 9                 | Marcela Klapalová       | VŠTJ Ekonom Praha           | 1:21:12                 | +13:09                  |
| 10                            | Petr Kozák              | USK Praha                       | 1:34:44                 | +7:20                   | 10                | Lucie Komancová         | USK Praha                   | 1:22:06                 | +14:03                  |
| Pořadí                        | H19 – junioři           | H19 – junioři                   | H19 – junioři           | H19 – junioři           | Pořadí            | D19 – juniorky          | D19 – juniorky              | D19 – juniorky          | D19 – juniorky          |
| Zlatá medaile                 | Petr Bořánek            | USK Praha                       | 1:15:43                 |                         | Zlatá medaile     | Marcela Kubatková       | Slezská univerzita Ostrava  | 1:08:09                 |                         |
| Stříbrná medaile              | Rudolf Ropek            | VSK Mendelu Brno                | 1:18:58                 | +3:15                   | Stříbrná medaile  | Jana Cieslarová         | Slezská univerzita Ostrava  | 1:11:53                 | +3:44                   |
| Bronzová medaile              | Pavel Žemlík            | SKOB Zlín                       | 1:19:22                 | +3:39                   | Bronzová medaile  | Olga Jirsová            | FTVS Praha                  | 1:21:37                 | +13:28                  |
| Pořadí                        | H17 – starší dorostenci | H17 – starší dorostenci         | H17 – starší dorostenci | H17 – starší dorostenci | Pořadí            | D17 – starší dorostenky | D17 – starší dorostenky     | D17 – starší dorostenky | D17 – starší dorostenky |
| Zlatá medaile                 | Milan Jirsa             | SOOB Spartak Rychnov n.Kn.      | 58:02                   |                         | Zlatá medaile     | Hana Doleželová         | TJ TŽ Třinec                | 1:00:36                 |                         |
| Stříbrná medaile              | Pavel Milán             | KOS TJ Tesla Brno               | 58:14                   | +0:12                   | Stříbrná medaile  | Erika Pařízková         | Tempo Praha                 | 1:00:48                 | +0:12                   |
| Bronzová medaile              | Aleš Drahoňovský        | OOB TJ Turnov                   | 1:00:57                 | +2:55                   | Bronzová medaile  | Lenka Nevřivová         | KOS TJ Tesla Brno           | 1:02:44                 | +2:08                   |
| Pořadí                        | H15 – mladší dorostenci | H15 – mladší dorostenci         | H15 – mladší dorostenci | H15 – mladší dorostenci | Pořadí            | D15 – mladší dorostenky | D15 – mladší dorostenky     | D15 – mladší dorostenky | D15 – mladší dorostenky |
| Zlatá medaile                 | Aleš Fikker             | Sportcentrum Jičín              | 49:08                   |                         | Zlatá medaile     | Alena Wdówková          | KOB ZPV Prostějov           | 52:41                   |                         |
| Stříbrná medaile              | Václav Zakouřil         | OOB TJ Turnov                   | 50:25                   | +1:17                   | Stříbrná medaile  | Iva Navrátilová         | Rudá hvězda Hradec Králové  | 53:03                   | +0:22                   |
| Bronzová medaile              | Jan Boudný              | OK Jihlava                      | 52:06                   | +2:58                   | Bronzová medaile  | Martina Horáčková       | Slavia Liberec orienteering | 56:18                   | +3:37                   |
| << předchozí • následující >> |                         |                                 |                         |                         |                   |                         |                             |                         |                         |

Souhrnné informace naleznete v článku Mistrovství Československa v orientačním běhu jednotlivců.

## Mistrovství ČSFR štafet
| Datum závodu   | 26. 8. 1990  |  | Místo konání    | Žďár nad Orlicí • aréna |  | Pořadatel       | OOB Vamberk              |
| Ředitel závodu | Luděk Vandas |  | Hlavní rozhodčí | Antonín Bartoš          |  | Stavitelé tratí | Josef Doležal, Jan Langr |
| Název mapy     | Hříva 2      |  | Web závodu      |                         |  | Výsledky závodu |                          |

| Zkrácené výsledky             | Zkrácené výsledky                                                            | Zkrácené výsledky | Zkrácené výsledky | Zkrácené výsledky | Zkrácené výsledky                                                          | Zkrácené výsledky | Zkrácené výsledky | Zkrácené výsledky | Zkrácené výsledky |
| Pořadí                        | H21 – muži                                                                   | H21 – muži        | H21 – muži        | Pořadí            | D21 – ženy                                                                 | D21 – ženy        | D21 – ženy        |                   |                   |
| ----------------------------- | ---------------------------------------------------------------------------- | ----------------- | ----------------- | ----------------- | -------------------------------------------------------------------------- | ----------------- | ----------------- | ----------------- | ----------------- |
| Zlatá medaile                 | Sportcentrum Jičín Milan Novotný Jaromír Tišer Vlastimil Uchytil             | 3:26:54           |                   | Zlatá medaile     | Slezská univerzita Ostrava Marcela Kubatková Mária Honzová Jana Cieslarová | 2:28:18           |                   |                   |                   |
| Stříbrná medaile              | VSK ČVUT Fakulta Stavební Praha Martin Tichovský Petr Utinek Petr Henych     | 3:27:34           | +0:40             | Stříbrná medaile  | Maďarsko Andrea Horváth J. Kovács Katalin Oláh                             | 2:42:43           | +14:25            |                   |                   |
| Bronzová medaile              | Maďarsko Ferenc Viniczai Kelemen Zoltán Lantos                               | 3:35:03           | +8:09             | Bronzová medaile  | VSK Mendelu Brno Petra Novotná Ivana Kotounová Hana Třísková               | 2:48:21           | +20:03            |                   |                   |
| 4                             | OOB TJ Slovan Luhačovice Jiří Daněk Petr Vavrys Josef Hubáček                | 3:37:14           | +10:20            | 4                 | Francie A. Haberkorn Ch. Antoine                                           | 2:50:10           | +21:52            |                   |                   |
| 5                             | USK Praha Tomáš Prokeš Jan Gajda Zdeněk Zuzánek                              | 3:39:56           | +13:02            | 5                 | USK Praha Šárka Burýšková Magda Horová Hana Lejsková                       | 2:53:23           | +25:05            |                   |                   |
| Pořadí                        | H17 – dorostenci                                                             | H17 – dorostenci  | H17 – dorostenci  | Pořadí            | D17 – dorostenky                                                           | D17 – dorostenky  | D17 – dorostenky  |                   |                   |
| Zlatá medaile                 | KOS TJ Tesla Brno Jan Vřešťál Petr Strejček Pavel Milán                      | 2:38:58           |                   | Zlatá medaile     | KOS TJ Tesla Brno Pavla Bočková Veronika Slámová Lenka Nevřivová           | 2:19:41           |                   |                   |                   |
| Stříbrná medaile              | Tempo Praha Petr Urbanec Jan Kučera Pavel Horák                              | 2:40:17           | +1:19             | Stříbrná medaile  | Slavia Liberec orienteering Anna Podrábská Marie Dvorská Martina Horáčková | 2:22:34           | +2:53             |                   |                   |
| Bronzová medaile              | Centrum volného času Brno Martin Dokoupil Martin Štěpánek Libor Zřídkaveselý | 2:42:12           | +3:14             | Bronzová medaile  | OOB TJ Turnov Jaroslava Folprechtová Pavla Pospíšilová Andrea Málková      | 2:30:18           | +10:37            |                   |                   |
| << předchozí • následující >> |                                                                              |                   |                   |                   |                                                                            |                   |                   |                   |                   |

Souhrnné informace naleznete v článku Mistrovství Československa v orientačním běhu štafet.

## Mistrovství ČSFR na krátké trati
| Datum závodu   | 22. 9. 1990  |  | Místo konání    | Řevnice • aréna |  | Pořadatel       | TJ VŠ Praha   |
| Ředitel závodu | Zdeněk Polák |  | Hlavní rozhodčí | Jan Pachner     |  | Stavitelé tratí | Josef Borůvka |
| Název mapy     | Kamenná      |  | Web závodu      |                 |  | Výsledky závodu |               |

| Zkrácené výsledky | Zkrácené výsledky            | Zkrácené výsledky            | Zkrácené výsledky            | Zkrácené výsledky            | Zkrácené výsledky | Zkrácené výsledky            | Zkrácené výsledky               | Zkrácené výsledky            | Zkrácené výsledky            |
| Pořadí            | H19 (21) – muži              | H19 (21) – muži              | H19 (21) – muži              | H19 (21) – muži              | Pořadí            | D19 (21) – ženy              | D19 (21) – ženy                 | D19 (21) – ženy              | D19 (21) – ženy              |
| ----------------- | ---------------------------- | ---------------------------- | ---------------------------- | ---------------------------- | ----------------- | ---------------------------- | ------------------------------- | ---------------------------- | ---------------------------- |
| Zlatá medaile     | Josef Hubáček                | OOB TJ Slovan Luhačovice     | 24:48                        |                              | Zlatá medaile     | Yvette Hague                 | Spojené království              | 20:45                        |                              |
| Stříbrná medaile  | Vlastimil Uchytil            | Sportcentrum Jičín           | 25:38                        | +0:50                        | Stříbrná medaile  | Olga Jirsová                 | FTVS Praha                      | 21:42                        | +0:57                        |
| Bronzová medaile  | Jaroslav Hubáček             | OOB TJ Slovan Luhačovice     | 25:41                        | +0:53                        | Bronzová medaile  | Ada Kuchařová                | KOS TJ Tesla Brno               | 22:23                        | +1:38                        |
| 4                 | Jan Šidla                    | VSK Mendelu Brno             | 25:47                        | +0:59                        | 4                 | Jana Cieslarová              | Slezská univerzita Ostrava      | 22:56                        | +2:11                        |
| 5                 | Milan Bílý                   | OOB TJ Elektrárny Kadaň      | 26:01                        | +1:13                        | 5                 | Hana Lejsková                | USK Praha                       | 23:04                        | +2:19                        |
| 6                 | Jozef Pollák                 | Akademik TU Košice           | 26:06                        | +1:18                        | 6                 | Jana Smutná                  | OOB Vamberk                     | 23:05                        | +2:20                        |
| 7                 | Aleš Macháček                | Tempo Praha                  | 26:20                        | +1:32                        | 7                 | Mária Honzová                | Slezská univerzita Ostrava      | 23:44                        | +2:59                        |
| 8                 | Rudolf Ropek                 | VSK Mendelu Brno             | 26:50                        | +2:02                        | 8                 | Šárka Valášková              | USK Praha                       | 24:08                        | +3:23                        |
| 9                 | Tomáš Prokeš                 | USK Praha                    | 26:54                        | +2:06                        | 9                 | Marie Westfálová             | VSK ČVUT Fakulta Stavební Praha | 24:16                        | +3:31                        |
| 10                | Petr Bořánek                 | USK Praha                    | 26:56                        | +2:08                        | 10                | Marcela Svobodová            | Sportcentrum Jičín              | 25:07                        | +4:22                        |
| Pořadí            | H15 (17) - starší dorostenci | H15 (17) - starší dorostenci | H15 (17) - starší dorostenci | H15 (17) - starší dorostenci | Pořadí            | D15 (17) - starší dorostenky | D15 (17) - starší dorostenky    | D15 (17) - starší dorostenky | D15 (17) - starší dorostenky |
| Zlatá medaile     | Pavel Milán                  | KOS TJ Tesla Brno            | 20:01                        |                              | Zlatá medaile     | Hana Doleželová              | TJ TŽ Třinec                    | 19:39                        |                              |
| Stříbrná medaile  | Richard Klech                | OK Jilemnice                 | 20:58                        | +0:57                        | Stříbrná medaile  | Jana Vejvodová               | OK Slavia Hradec Králové        | 20:46                        | +1:07                        |
| Bronzová medaile  | Zdeněk Sokolář               | Rudá hvězda Hradec Králové   | 21:38                        | +1:37                        | Bronzová medaile  | Martina Horáčková            | Slavia Liberec orienteering     | 21:31                        | +1:52                        |
| následující >>    |                              |                              |                              |                              |                   |                              |                                 |                              |                              |

Souhrnné informace naleznete v článku Mistrovství Československa v orientačním běhu na krátké trati.